# Порту-Реал
Порту-Реал (порт. Porto Real) — муниципалитет в Бразилии, входит в штат Рио-де-Жанейро. Составная часть мезорегиона Юг штата Рио-де-Жанейро. Входит в экономико-статистический  микрорегион Вали-ду-Параиба-Флуминенси. Население составляет 20 254 человека на 2021 год. Занимает площадь 50,75 км². Плотность населения — 399,1 чел./км².

## История
Город основан 5 ноября 1995 года.

## Статистика
- Валовой внутренний продукт на 2005 год составляет 2 588 985 тысяч реалов (данные: Бразильский институт географии и статистики).
- Валовой внутренний продукт на душу населения на 2005 год составляет 174 695,00 реалов (данные: Бразильский институт географии и статистики).
- Индекс развития человеческого потенциала на 2000 год составляет 0,743 (данные: Программа развития ООН).

## География
Климат местности: горный тропический. В соответствии с классификацией Кёппена, климат относится к категории Cwa.